# C9orf3
C9orf3‏ (Chromosome 9 open reading frame 3) هوَ بروتين يُشَفر بواسطة جين C9orf3 في الإنسان.